# Parablennius cyclops
Parablennius cyclops es una especie de pez de la familia Blenniidae en el orden de los Perciformes.

## Distribución geográfica
Se encuentra en el Mar Rojo.